# Top of the Lake
Top of the Lake é uma série de televisão de drama e mistério criado e escrito por Jane Campion e Gerard Lee, e dirigido por Campion e Garth Davis. Sua primeira temporada foi ao ar em 2013, com a segunda temporada definida para ir ao ar, em 2016. Ele marca o primeiro trabalho de Campion para a televisão desde An Angel at My Table, em 1990. Filmado e ambientado em Nova Zelândia, a série segue uma detetive (Elisabeth Moss) investigando o desaparecimento de uma menina de 12 anos grávida. Top of the Lake foi co-produzido pela BBC Two no Reino Unido, BBC UKTV na Austrália e na Nova Zelândia, e SundanceTV, nos Estados Unidos.

## Elenco

### Elenco principal
- Elisabeth Moss , como Det. Robin Griffin, uma policial de Sydney retornando para sua remota terra natal: Laketop na Nova Zelândia, enfrentando os crimes que cercam a gravidez e o desaparecimento de Tui.
- David Wenham como Sgt. Det. Al Parker, o mais antigo e respeitado chefe da delegacia de polícia local, que também tem um café onde é dada uma segunda chance a jovens infratores.
- Peter Mullan como o escocês Matt Mitcham, chefe da família Mitcham. O líder informal da cidade, temido pelo povo, mas com uma vida complexa.
- Thomas M. Wright como Johnno Mitcham, filho distante e mais jovem de Matt. Foi namorado de Robin no colégio. Recentemente, ele voltou para Laketop depois de cumprir oito anos na prisão tailandesa Bang Kwang, por posse de drogas.
- Holly Hunter como GJ, uma líder espiritual andrógina, que chega a Laketop com um grupo de mulheres perturbadas, que têm a esperança de que GJ e Laketop irá ajudá-las a se redescobrirem.

### Elenco de apoio
- Kip Chapman e Jay Ryan como Luke e Mark Mitcham, filhos presentes de Matt.
- Jacqueline Joe como Tui Mitcham, filha de Matt que desaparece depois que descobre que está grávida.
- Robyn Nevin como Judas Griffin, mãe de Robin, que sofre de câncer.
- Calvin Tuteao como Turangi, namorado de Judas.

## Produção

### Escolha de elenco
A atriz Jennifer Ehle fez o teste para o papel de GJ, que foi para Holly Hunter. Jane Campion recomendou que o papel de Robin fosse para Anna Paquin, que trabalhou com ela antes em O Piano (1993). Paquin rejeitou devido à sua gravidez, e o papel foi para Elisabeth Moss. Rumores dizem que a atriz Nicole Kidman irá se juntar ao elenco para a 2ª temporada, caso seja verdade, essa será a segunda vez que Kidman trabalha com Campion.

### Financiamento
A série foi originalmente concebida como uma co-produção com a Australian Broadcasting Corporation, mas a mesma deixou de financiar a série quando a atriz Elisabeth Moss foi escalada para o papel principal. O canal UKTV, da BBC Worldwide, financiou o que faltava. Philippa Campbell foi escolhida como a produtora da série.

### Filmagens
As filmagens levaram 18 semanas e as locações foram Queenstown e Glenorchy, na Nova Zelândia. Enquanto Queenstown é referida durante a série, Glenorchy funciona como a fictícia cidade de Laketop. As cenas na comunidade das mulheres foi filmada em Moke Lake.

### Temporadas
No início de 2013, o co-criador da série Jane Campion, disse que Top of the Lake iria ser um fim distinto e que não haveria novas temporadas. Apesar disso, foi anunciado em Outubro de 2014, que a série foi renovada para uma segunda temporada. Na segunda temporada, que será definida e filmada em Sydney, na Austrália, Griffin irá investigar um caso em Harbour City. As filmagens começaram em Dezembro de 2015.

## Lançamento
A primeira temporada foi exibida na íntegra, no Festival Sundance de Cinema, em Janeiro de 2013, como uma minissérie. Sundance projetou a série como um programa de sete horas, com um intervalo e uma pausa para o almoço; foi a primeira minissérie exibida no Sundance. Além disso, Top of the Lake foi apresentado no 63º Festival Internacional de Cinema de Berlim.
A série estreou no SundanceTV, nos Estados Unidos, em 18 de Março de 2013, na Austrália, na BBC UKTV em 24 de Março de 2013, e na Nova Zelândia, no dia seguinte (25 de Março), também na BBC UKTV.

## Episódios

### BBC Two e BBC UKTV
| Nº. | Título                     | Dirigido por | Escrito por               | Data da Transmissão no Reino Unido | Audiência |
| --- | -------------------------- | ------------ | ------------------------- | ---------------------------------- | --------- |
| 1 | "Paradise Sold"            | Jane Campion | Jane Campion & Gerard Lee | 13/07/2013                         | 2.70      |
| A gravidez de Tui é descoberta, e a comunidade no Paradise prossegue.                                                             |                            |              |                           |                                    |           |
| 2 | "Searchers Search"         | Garth Davis  | Jane Campion & Gerard Lee | 20/07/2013                         | 1.92      |
| A caça de Robin à Tui começa. |                            |              |                           |                                    |           |
| 3 | "The Edge of the Universe" | Garth Davis  | Jane Campion & Gerard Lee | 27/07/2013                         | 1.57      |
| Robin faz uma revelação. Durante um almoço na casa de Al, ele revela a ela que todos sabem sobre um certo evento no passado dela. |                            |              |                           |                                    |           |
| 4 | "A Rainbow Above Us"       | Jane Campion | Jane Campion & Gerard Lee | 03/08/2013                         | 1.32      |
| Al tira Robin do caso. Ela está cada vez mais apaixonada por Johnno.                                                              |                            |              |                           |                                    |           |
| 5 | "The Dark Creator"         | Garth Davis  | Jane Campion & Gerard Lee | 10/08/2013                         | 1.50      |
| Robin está de volta no caso. Matt reúne tropas para achar Tui. Os amigos de Tui celebram o aniversário dela nas montanhas.        |                            |              |                           |                                    |           |
| 6 | "No Goodbyes Thanks"       | Jane Campion | Jane Campion & Gerard Lee | 17/08/2013                         | 1.72      |
| Matt revela seu segredo sobre Robin e a investigação se conclui.                                                                  |                            |              |                           |                                    |           |

## Recepção
Críticas em relação a Top of the Lake tem sido positiva, referindo-se à série como "magistralmente", "bonita", "misteriosa", "fascinante" e "uma obra prima". Ela recebeu uma pontuação de 86 dos 100 no Metacritic e uma pontuação de 93% no Rotten Tomatoes.
Houve também críticas menos positivas. Mike Hale do The New York Times, criticou a "introduzição do enredo muito elaborada" e descreveu o desaparecimento de Tui como "parecendo mais como menos um elemento da história do que uma metáfora para o tipo de resistência armada contra a hegemonia masculina, que constitui a ideia central do trabalho do Sr. Campion." Top of the Lake também foi elogiado pelas crítica feminista pela seu esforço explícito de analisar a cultura do estupro, bem como a sua construção radical de narrativas focando inteiramente em retratar as experiências de mulheres solteiras.

### Prêmios e indicações

#### AACTA Awards
| Ano  | Categoria                                                      | Nomeado artista/obra | Resultado |
| ---- | -------------------------------------------------------------- | --- | --------- |
| 2014 | Melhor Programa, Mini-Série ou Série de Curto Prazo            | Emile Sherman, Iain Canning, Jane Campion e Philippa Campbell                                                                    | Venceu    |
| 2014 | Melhor Direção em Drama ou Comédia                             | Garth Davis para "The Dark Criador"                                                                                              | Indicado  |
| 2014 | Melhor Convidado ou Ator Coadjuvante em Drama de Televisão     | Peter Mullan | Indicado  |
| 2014 | Melhor Convidado ou Atriz Coadjuvante em um Drama de Televisão | Robyn Nevin | Indicado  |
| 2014 | Melhor Fotografia na Televisão                                 | Adam Arkapaw para o Episódio 5: "The Dark Creator"                                                                               | Venceu    |
| 2014 | Melhor Som em Televisão                                        | Richard Flynn, Tony Vaccher, John Dennison, Craig Butters, Danny Longhurst e Blair Slater, para o Episódio 5: "The Dark Creator" | Venceu    |
| 2014 | Melhor Trilha Sonora Original na Televisão                     | Mark Bradshaw, para o Episódio 5: "The Dark Creator"                                                                             | Indicado  |
| 2014 | Melhor Design de Produção na Televisão                         | Fiona Crombie para o Episódio 5: "The Dark Creator"                                                                              | Indicado  |
| 2014 | Melhor Figurino na Televisão                                   | Emily Seresin para o Episódio 5: "The Dark Creator"                                                                              | Indicado  |
| 2014 | Melhor Edição na Televisão                                     | Scott Gray para o Episódio 5: "The Dark Creator"                                                                                 | Indicado  |

#### Critics' Choice Television Awards
| Ano  | Categoria                                      | Nomeado artista/obra | Resultado |
| ---- | ---------------------------------------------- | -------------------- | --------- |
| 2013 | Melhor Filme/Minissérie                        | —                    | Indicado  |
| 2013 | Melhor Atriz em um Filme/Minissérie            | Elisabeth Moss       | Venceu    |
| 2013 | Melhor Ator Coadjuvante em um Filme/Minissérie | Peter Mullan         | Indicado  |
| 2013 | Melhor Ator Coadjuvante em um Filme/Minissérie | David Wenham         | Indicado  |
| 2013 | Melhor Ator Coadjuvante em um Filme/Minissérie | Thomas M. Wright     | Indicado  |

#### Emmy Awards
| Ano  | Categoria                                                               | Nomeado artista/obra      | Resultado             |
| ---- | ----------------------------------------------------------------------- | ------------------------- | --------------------- |
| 2013 | Primetime Emmy Awards                                                   | Primetime Emmy Awards     | Primetime Emmy Awards |
| 2013 | Excelente Minissérie ou Filme                                           |                           | Indicado              |
| 2013 | Excelente Levar Atriz em uma Minissérie ou Filme                        | Elisabeth Moss            | Indicado              |
| 2013 | Excelente Ator coadjuvante em Minissérie ou Filme                       | Peter Mullan              | Indicado              |
| 2013 | Melhor Direção para uma Minissérie, Filme ou Especial Dramático         | Jane Campion, Garth Davis | Indicado              |
| 2013 | Melhor Roteiro para Minissérie, Filme ou Especial Dramático             | Jane Campion, Gerard Lee  | Indicado              |
| 2013 | Creative Arts Emmy Awards                                               |                           |                       |
| 2013 | Excelente Casting para uma Minissérie, Filme ou Especial                |                           | Indicado              |
| 2013 | Excelente Cinematografia para uma Minissérie ou Filme                   | Episódio: "Parte 1"       | Venceu                |
| 2013 | Excelente Única Câmera de Edição de Imagem para uma Minissérie ou Filme | Episódio: "Parte 5"       | Indicado              |

#### Prêmios Globo De Ouro
| Ano  | Categoria                                         | Nomeado artista/obra | Resultado |
| ---- | ------------------------------------------------- | -------------------- | --------- |
| 2014 | Melhor Minissérie ou Filme para Televisão         | —                    | Indicado  |
| 2014 | Melhor Atriz – Minissérie ou Filme para Televisão | Elisabeth Moss       | Venceu    |

#### Golden Nymph Awards
| Ano  | Categoria                 | Nomeado artista/obra | Resultado |
| ---- | ------------------------- | -------------------- | --------- |
| 2014 | Melhor Minissérie         | —                    | Venceu    |
| 2014 | Melhor Ator — Minissérie  | Peter Mullan         | Venceu    |
| 2014 | Melhor Atriz — Minissérie | Elisabeth Moss       | Venceu    |

#### Screen Actors Guild Awards
| Ano                        | Categoria                                                                                | Nomeado artista/obra | Resultado |
| -------------------------- | ---------------------------------------------------------------------------------------- | -------------------- | --------- |
| Screen Actors Guild Awards | Melhor Performance por uma Atriz Feminina em uma Minissérie ou um Filme para a Televisão | Elisabeth Moss       | Indicado  |
| 2014                       | Melhor Performance por uma Atriz Feminina em uma Minissérie ou um Filme para a Televisão | Holly Hunter         | Indicado  |

#### New Zealand Film Awards
| Ano  | Categoria                                       | Nomeado artista/obra | Resultado |
| ---- | ----------------------------------------------- | -------------------- | --------- |
| 2013 | Melhor Programa de Televisão ou Série Dramática | —                    | Venceu    |

#### Screen Producers Australia Awards
| Ano  | Categoria                 | Nomeado artista/obra | Resultado |
| ---- | ------------------------- | -------------------- | --------- |
| 2013 | Produção Dramática do Ano | —                    | Venceu    |

#### Equity Ensemble Awards
| Ano  | Categoria                                                                       | Nomeado artista/obra | Resultado |
| ---- | ------------------------------------------------------------------------------- | -------------------- | --------- |
| 2013 | Melhor Performance por um Elenco em uma Minissérie ou um Filme para a Televisão | —                    | Venceu    |